# Vilém Výšek z Blažtice
Vilém Výšek z Blažtice byl pražský konšel z jihoplzeňského vladyckého rodu Žitínských z Blažtice, který vlastnil zaniklou vesnici Blažtice u Blovic.
První záznam o jeho působení v Praze je z 28. května 1476, kdy zakoupil dům čp. 73 U Flašek na Starém Městě. O rok později zakoupil pražský dům U Strak, který o čtyři roky později prodal o polovinu dráže. Stejně tak koupil dům U Labutí v roce 1485, který prodal za dva roky. V roce 1489 pak probíhal spor mezi ním a plzeňskými měšťany ohledně dědictví. Byl poručníkem nezletilé Machny z Jenštejna a na Skále.
Mezi lety 1480 až 1491 byl hlavou rodu Žitínských z Blažtice.